# 交通流理論
交通工学において、交通流理論（こうつうりゅうりろん、Traffic flow）とは、旅行者（歩行者、自転車利用者、運転手、車両を含む）の流れとインフラストラクチャー（高速道路、標識、交通管制装置を含む）間の相互作用に関わる理論である。交通流理論の目的は交通システムを理解し、効率的な交通の実現と交通渋滞の緩和を実現である。
現代の交通流理論の基礎は、1920年代にフランク ナイトが交通均衡を分析したことに遡り、1952年にワードロップが発展させた。しかし、現実世界の状況に適用できる普遍的な理論は未だに見つかっていない。現在のモデルは、経験的手法と理論的手法を組み合わせて、需要や交通状態を予測している。
交通流は車両間の複雑な相互作用の影響を受け、クラスター形成や衝撃波の伝播などが見られる。交通流の主要な変数は、速度、流率、密度で、これらは相互に関連している。渋滞を避けるには、車両の密度が小さい必要がある。密度が高くなると交通流は不安定になり、渋滞の発生や拡大がみられることもある。交通流モデルは、車両のダイナミクスを視覚化して分析するのに役立つ。交通流理論には、ミクロ (個々の車両の動作)、マクロ (都市規模の現象)、およびメソスコピック (ミクロとマクロの中間) といった様々なスケールごとに分析されている。道路の交通容量における新しい設計法に関する検討のような経験的アプローチも一般的に使用されている。
1955年にライトヒルとウィサムによって導入されたKinematic Wave理論(KW 理論)　もしくはLighthill-Whitham-Richards モデル(LWRモデル)は、マクロ交通流理論の基礎である。この理論により交通波の伝播やボトルネックの影響が説明できる。この理論は、交通量保存則とFundamental Diagramに基づき交通流の時空間的伝播を記述する。
代替理論であるカーナーの3相交通理論では、ボトルネックでの容量を単一の値ではなく範囲で示す。ニューウェルーダガンゾ合流モデルは交通流をネットワークでシミュレーションするのに役立つ。

## 歴史
交通流の数学的理論は1920年代に生まれた。当時、アメリカの経済学者フランク・ナイトが初めて交通均衡の分析を行い、それが1952年にワードロップの第一原理および第二原理へと洗練された。
しかし、実際の交通状況に適用できる一般理論はまだない。現在の交通モデルは、経験的手法と理論的手法を組み合わせている。これらのモデルにより、土地利用の変化、交通手段の変化 (バスから電車や車への人々の移動など) などの提案された地域的な変化を考慮し、ネットワークの交通予測が実現した。

## 概要

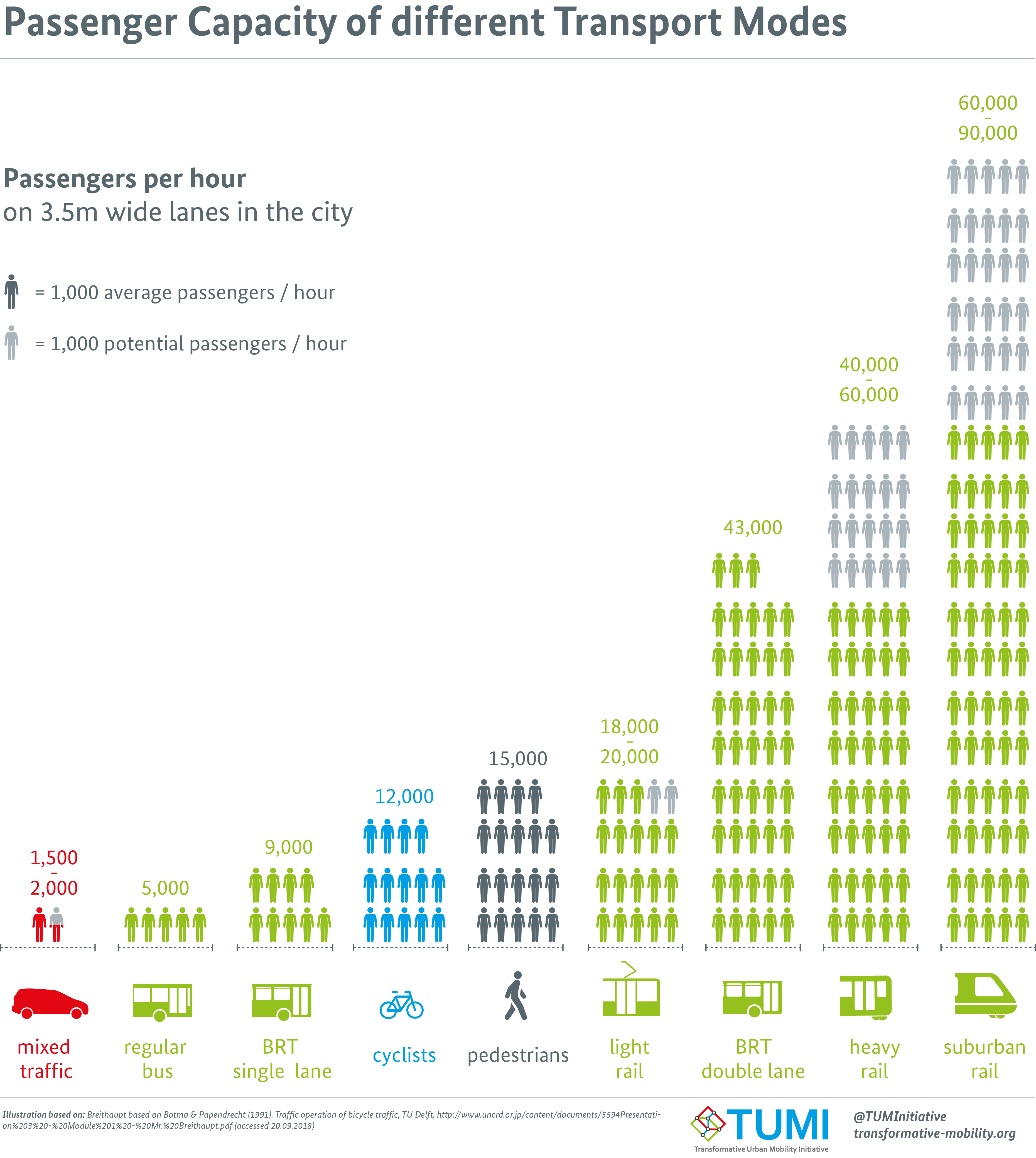
交通モードごとの旅行者容量

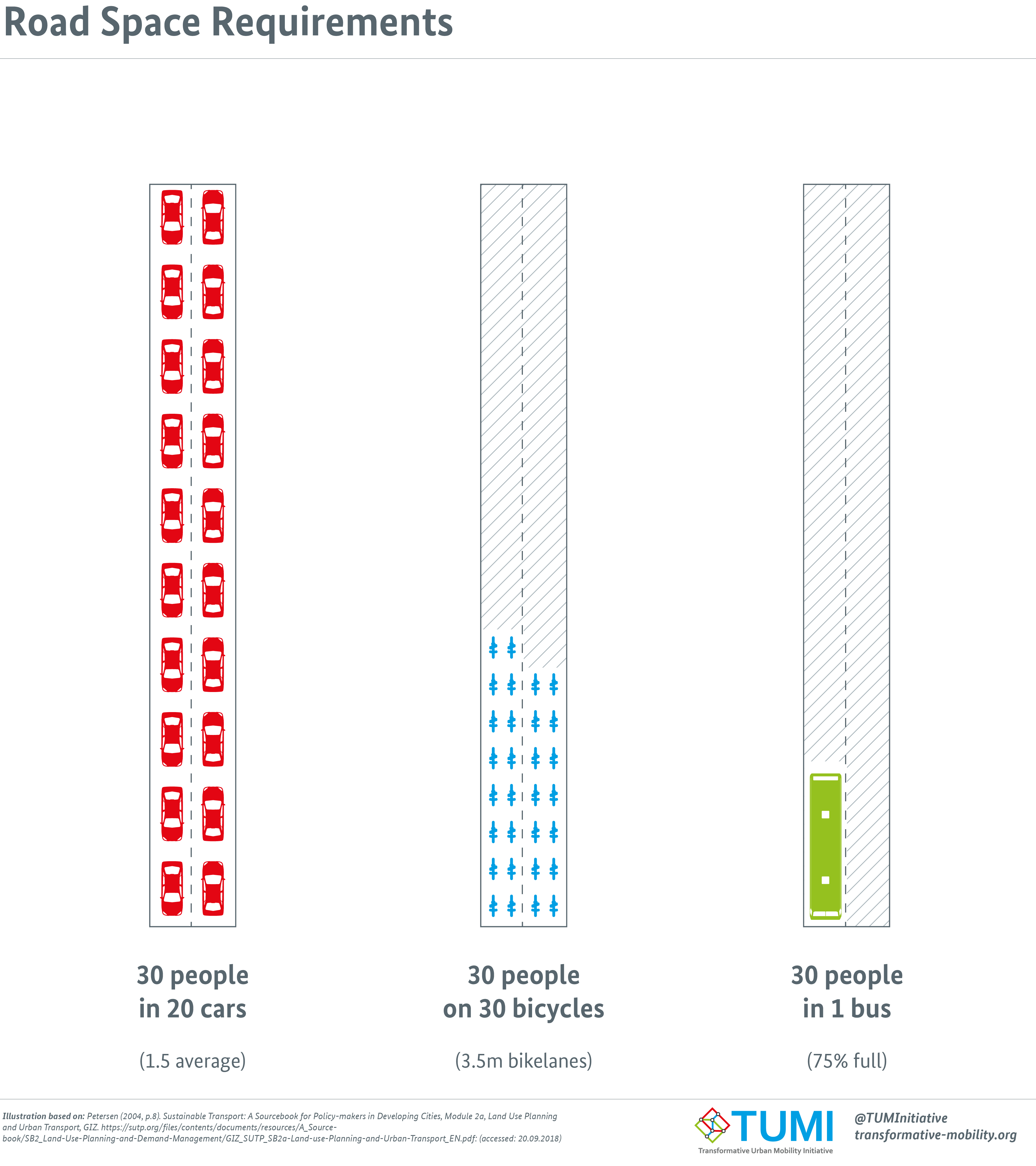
車両ごとの道路専有面積

交通状態は、多数の車両の相互作用により複雑なダイナミクスに従う。車両の密度に応じてクラスター形成や衝撃波の伝播が発生する。
自由流状態のネットワークでは, 交通流理論は、速度、流率、密度という３つの交通流指数で表現される。これらの関係は、主に高速道路や高速道路での交通流に関係しています。 密度が小さい場合は、速度が早く渋滞していない自由流状態になる。 車両密度が増加するしたがい、流率は増えていくが、臨界密度を超えると渋滞が発生する。 渋滞が発生するような追従状態では車両の走行速度が低下する。最終的に車両が停止するときの密度を渋滞密度と呼ぶ。
ただし、ネットワークに関する計算は複雑で、経験的な研究と実際の道路数に大きく依存する。ネットワークでの渋滞は他の要因 (道路利用者の安全性や環境への配慮など) も渋滞などの交通状態に影響を与える。

## 交通流の特性
交通流は、一般的に1次元に制限される。時空間図は、時間経過による車両の位置変化車両軌跡として表現する。時空間図では、水平軸は時間を表し、垂直軸は位置を表す。時空間図の交通流は、個々の車両の車両軌跡によって表される。追従する車両は、お互いに平行な車両軌跡を持つ、車両の追い越しが発生すると車両軌跡が交差する。時空間図は、特定の道路リンクでの交通流の状態の時間変化を表示し、分析するのに役立つ。
交通流をの主な変数は、速度 (v)、密度 (k ; 単位空間あたりの車両数)、および流率 (q; 単位時間あたりの車両数) の3つである。

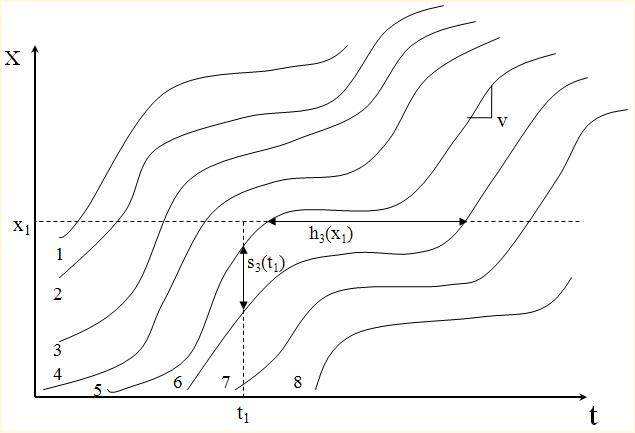
図1 時空間図

### 速度
速度とは、単位時間あたりに移動する距離である。すべての車両の速度を扱うのは困難である。そのため、実際には、代表値として平均速度を利用する。平均速度には、「時間平均速度」と「空間平均速度」、「時空間平均速度」という3つの定義がある。
- 「時間平均速度」は、一定の時間帯に道路上の特定の地点で測定される。検出器は、特定地点で、各車両の速度から平均速度を計算する。ただし、この方法で得られる平均速度の測定値は正確でない。これは、複数の車両の平均瞬間速度では、特定の地点を異なる速度で走行している車両の移動時間の違いが考慮されないためである。
{\displaystyle v_{t}=(1/m)\sum _{i=1}^{m}v_{i}}
ここで{\displaystyle m}は特定の時間帯に特定の地点を通過した車両の台数を、 {\displaystyle v_{i}} は i番目の車両の瞬間速度を表す。
- 「空間平均速度」は、道路区間全体で測定される。道路区間で、車両ごとに平均速度を計算する。これは、時間平均速度よりも正確であると考えられる。
{\displaystyle v_{s}=\left((1/n)\sum _{i=1}^{n}(1/v_{i})\right)^{-1}}
ここでn は特定の区間に存在する車両の台数を意味する。
- 「時空間平均速度」は、道路の特定区間に対して平均的な速度を車両軌跡から計算する。Edie の定義とも呼ばれる。
{\displaystyle v_{s}={\frac {\sum _{i=1}^{N}d_{i}(A)}{\sum _{i=1}^{n}t_{i}(A)}}}
ここで、{\displaystyle A}は任意の時空間領域、{\displaystyle d_{i}(A)}は{\displaystyle A}で車両番号iが走行した距離、{\displaystyle t_{i}(A)}は{\displaystyle A}で車両番号iが過ごした時間を表す。

「空間平均速度」は速度の調和平均である。そのため時間平均速度は空間平均速度より小さくならない。

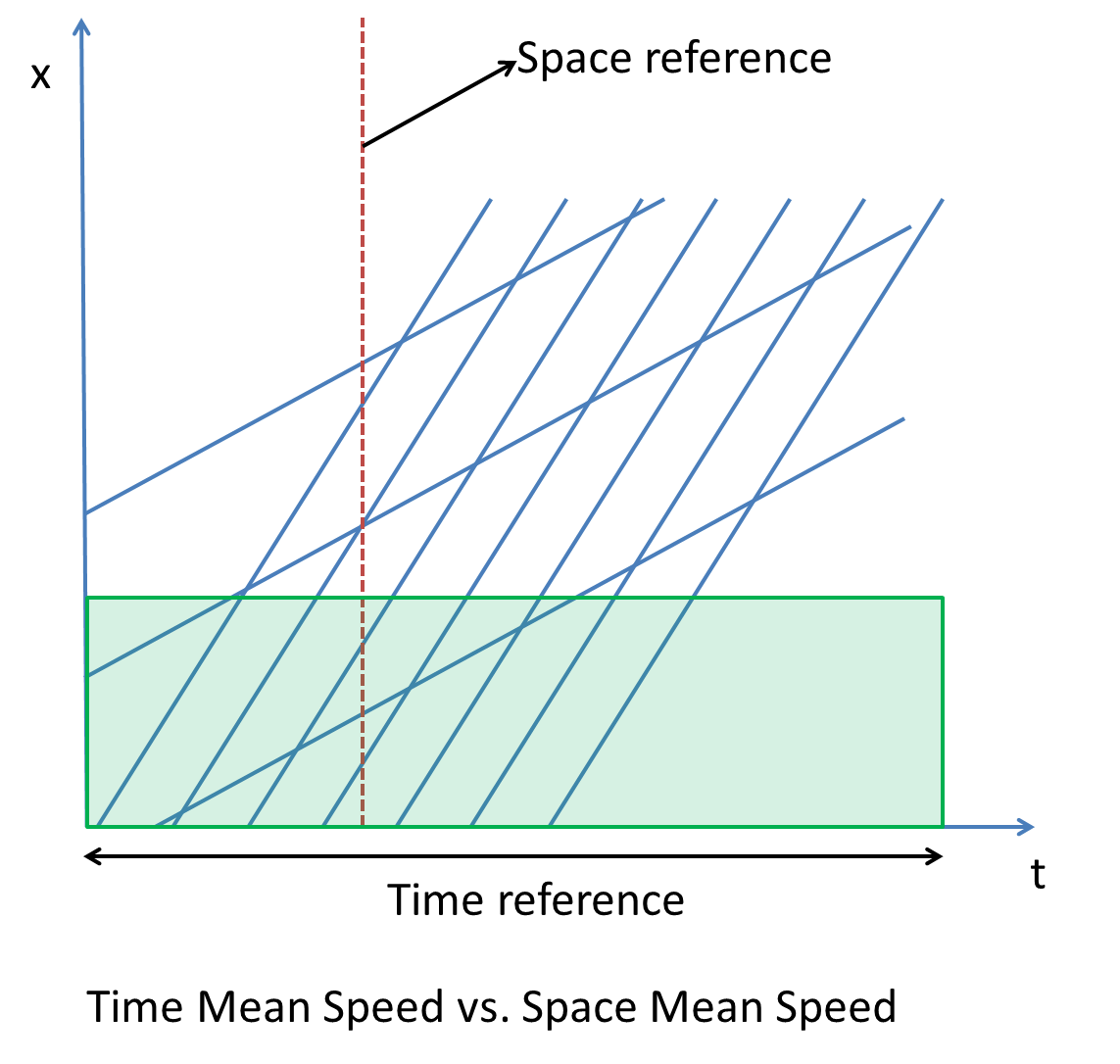
図2 空間平均、時間平均速度

時間空間図では、車両の瞬間速度は、車両軌跡の傾きと等しい。車両の平均速度は、車両が道路区間に入る場所と出る場所のを結ぶ線の傾きに等しい。平行な軌跡間の垂直方向の距離 は、先行車両と後続車両間の車頭距離 (s) を表す。同様に、水平方向の時間 は、車両の車頭時間(h) を表す。時間空間図は、車頭距離と車頭時間を、交通量と密度に関連付ける事ができる。

### 密度
密度 (k) は、道路の単位長さあたりの車両数として定義される。交通流において重要な2つの密度として、臨界密度 (kc) と渋滞密度 (kj) がある。自由流状態で達成可能な最大の密度は kc である。渋滞で達成可能な最大密度は kj である。密度の逆数は間隔 (s) である。
     {\displaystyle k={\frac {1}{s}}}

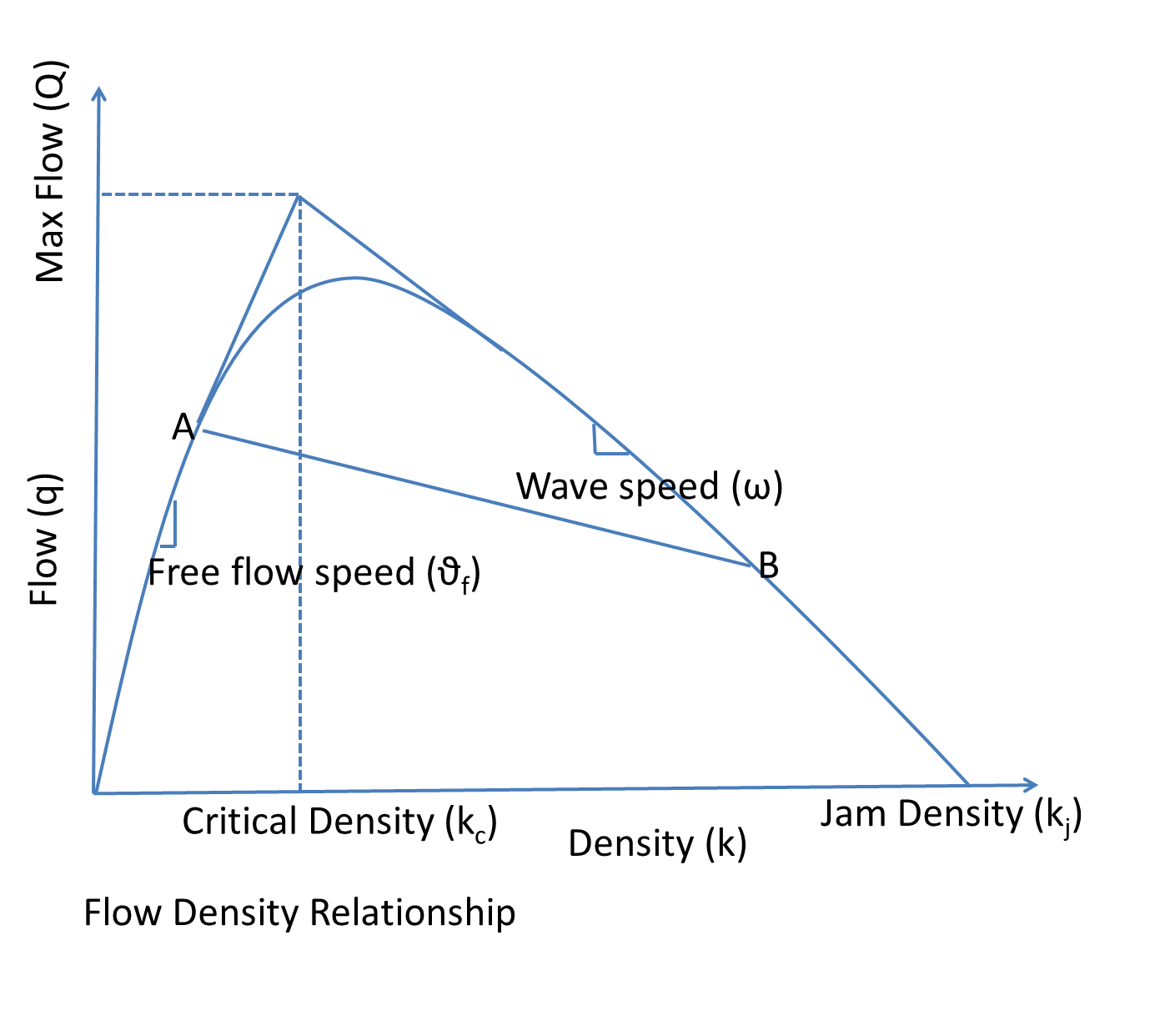
図3 流率密度関係

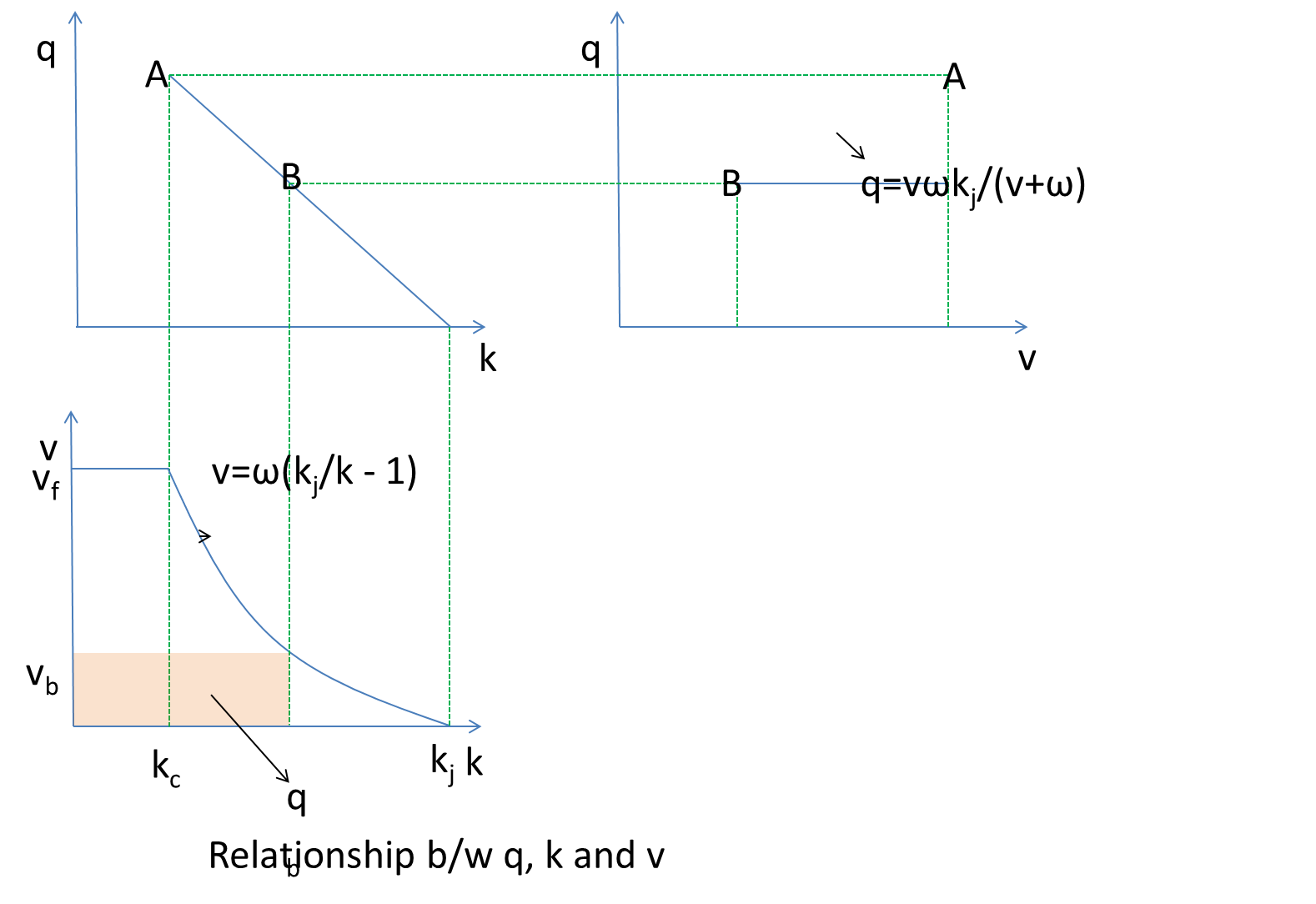
図4 Fundamental Diagram

特定の時間（t1）における道路の長さ（L）内の密度（k）は、n台の車両の平均車頭距離の逆数に等しくなる。
     {\displaystyle K(L,t_{1})={\frac {n}{L}}={\frac {1}{{\bar {s}}(t_{1})}}}
時間空間図では、密度は時空間領域 A を用いて評価できる。

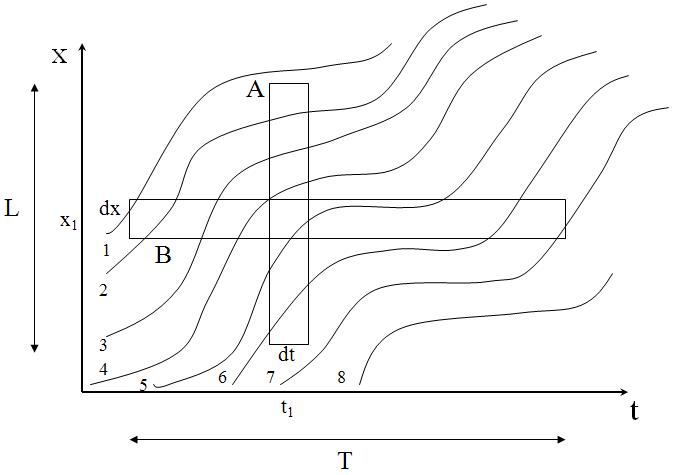
図5 Edieの一般化交通状態

     {\displaystyle k(A)={\frac {n}{L}}={\frac {n\,dt}{L\,dt}}={\frac {tt}{\left|A\right\vert }}}
ここで、TTは領域Aでの総旅行時間である。

### 流率
交通量 (q) は、単位時間あたりに基準点を通過する車両の数、つまり1時間あたりの車両数である。交通量の逆数は車頭時間(h) で、これは空間内の基準点を通過する i 番目の車両と (i + 1) 番目の車両の間で経過する時間である。渋滞の発生に伴い交通量は低下し、社頭時間が増加する。

     {\displaystyle q=1/h\,}
また、交通保存則から以下が成立する。
{\displaystyle q=kv\,}
ある時間幅(T)中に固定点(x1)を通過する流率(q)は、m台の車両の平均車頭時間の逆数に等しい。
     {\displaystyle q(T,x_{1})={\frac {m}{T}}={\frac {1}{{\bar {h}}(x_{1})}}}
時間空間図では、密度は時空間領域 B を用いて評価できる。
     {\displaystyle q(B)={\frac {m}{T}}={\frac {m\,dx}{T\,dx}}={\frac {td}{\left|B\right\vert }}}
ここで td は時空間領域Bでの総旅行距離である。

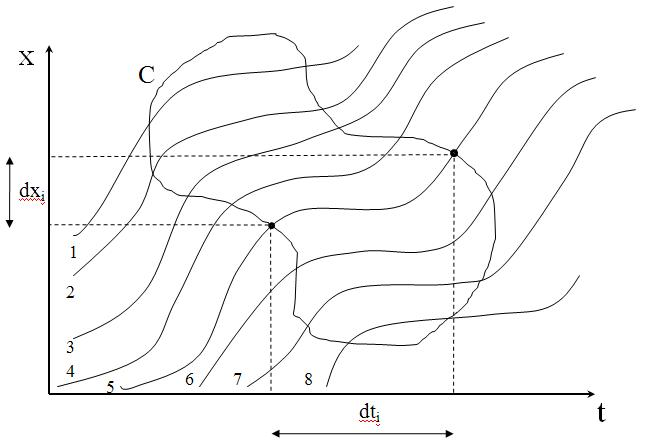
図6 Edieの一般化交通状態

## 分析手法
交通流理論は様々なスケールにより分析される。
- ミクロ交通流モデル: 車両1台ずつの運転挙動を計算するモデルである。各車両の運転挙動を何らかの方法で定義する。通常は常微分方程式 (ODE) を用いて定義する。もしくは、道路をセルに分割し、各セルを移動する車両の存在によって計算する、セルトランスミッションモデルも有る。車両が相互作用に起因するグリッドロック現象など、交通状態に関わる詳細な現象を分析できる。
- マクロ交通流モデル: エネルギー保存則が成立しない流体力学として交通流を理解する。このモデルは車両の密度や平均速度など、関心のあるいくつかの総量に対する法則をもとに、渋滞現象を分析する。
- メソ交通流モデル: ミクロ交通流モデルとマクロ交通流モデルの中間的なモデルである。

高速道路の交通流を分析する工学的手法は、主に経験的分析である。
マクロ、ミクロ、メソの各種モデルを組み合わせたハイブリッドな経験的アプローチが使用されるケースもある。定常状態の交通状態だけでなく、一時的な混雑の「ピーク時間」をシミュレートできる。これらは、平日だけ、もしくは週末を通した全日に対しネットワーク全体の小さなタイムステップを使用してモデル化される。通常、最初に旅行の出発地と目的地を推定し、交通モデルを生成してから、数学モデルを車両の種類別に分類された実際の交通フローの観測数と比較することで需要やネットワーク割当を調整する。その後政策を実施した新たなネットワークや需要で再計算を行いネットワークとしての交通状態を分析する。

## 累積曲線(N-モデル)
累積曲線は、ある基準車両の通過から測定された、時刻 t までに特定の場所 x を通過する車両の累積台数を表す。 この曲線は、場所 x に対して個々の車両の到着時刻と出発時刻がわかっている場合にプロットできる。これらの到着時刻と出発時刻を取得するには、データ収集が必要になる。たとえば、場所 X1 と X2 に2つのトラフィックカウンターを設置し、この区間を通過する車両の数をカウントするとともに、各車両が X1 に到着して X2 を出発する時刻を記録する。結果として得られるプロットは、累積曲線のペアであり、垂直軸 (N) は2つのポイント X1 と X2 を通過する車両の累積数を表し、水平軸 (t) は X1 と X2 からの経過時間を表す。

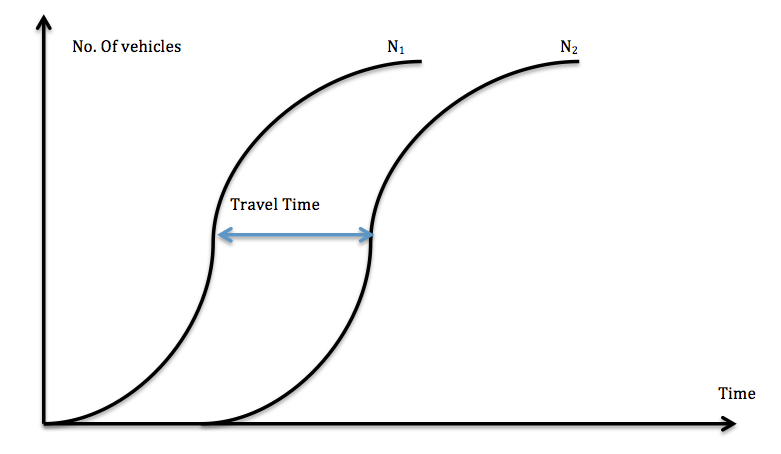
図8 累積台数曲線

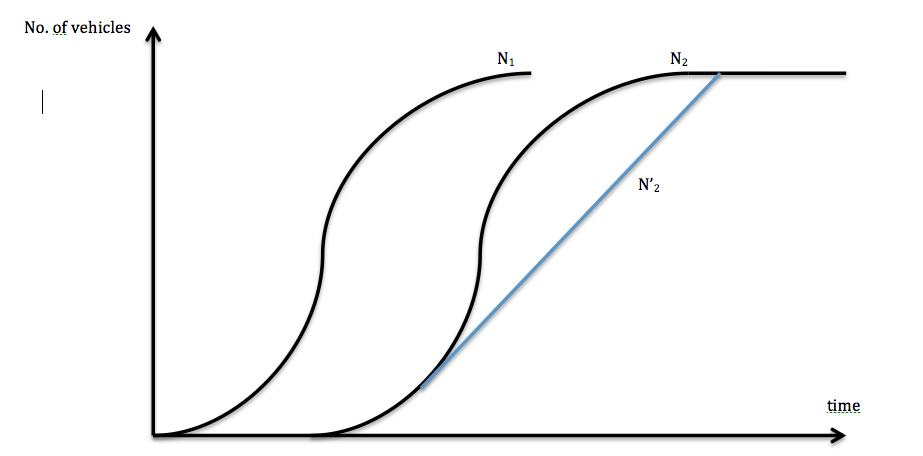
図9 累積出発台数曲線と累積到着台数曲線

図 8 では、位置 X1 への車両の到着は曲線 N1 で表され、位置 X2 への車両の到着は N2 で表される。より一般的には、曲線 N1 は位置 X1 への車両の到着曲線、曲線 N2 は位置 X2 への車両の到着曲線になる。もし渋滞などにより遅延が発生していない場合は、所要時間は自由流移動時間と等しくなります。これは、図8の2つの別々の曲線として示される。
しかし、交通信号などの問題で、車両が で停止しなければならない場合、その地点に到着した時刻と出発する時間は異なる。図9はその際の累積曲線がどのように異なるかが表されている。たとえとしてX1に信号があるとする。交通信号が赤の場合、車両は停止線 (X1) に到着し、信号が青になるまで待機する必要がある。結果として X2 への到着時間が遅れる。その結果、交通信号がまだ赤の間に交差点に到着する車両が増えるため、停止線に渋滞が発生する。したがって、曲線 N2 は車両の位置 X2 への仮想到着しか表すことができなくなる。このとき、交通信号による遅延を考慮した実際の車両の位置 X2 への到着は、図 9 の曲線 N′2 によって表される。
しかし、仮想到着曲線の概念には欠陥がある。この曲線は、赤信号 によって生じる待ち行列の長さを表現できない。この曲線は、赤信号によって遅れる前に、すべての車両が停止線に到達していると想定している。つまり、仮想到着曲線は、停止線で車両が垂直に積み重なっていると仮定される。信号が緑に変わると、これらの車両は先入れ先出し (FIFO) の順序でサービスを受ける。ただし、実際は、サービス順序は必ずしも FIFO でない。それでも、個々の車両の合計遅延ではなく平均合計遅延に関心があるため、この解釈は依然として有用である。

### 階段関数と連続関数

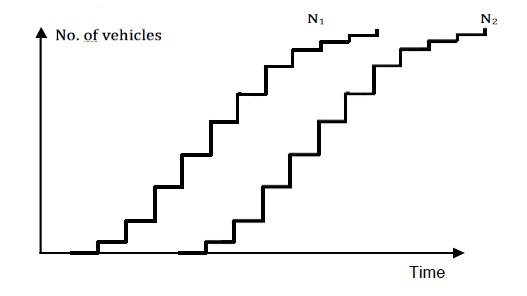
図10 階段関数

信号機の例で、累積曲線が滑らかな関数として描かれた。しかし、車両台数は整数であるため理論的には、累積曲線はステップ関数になる (図10)。各ステップは、その時点での1台の車両の到着または出発を表す。累積曲線を、マクロスケールで記述する場合、個々の車両は無視でき、カーブは滑らかな関数としても問題がない(図8)。

## 交通割当

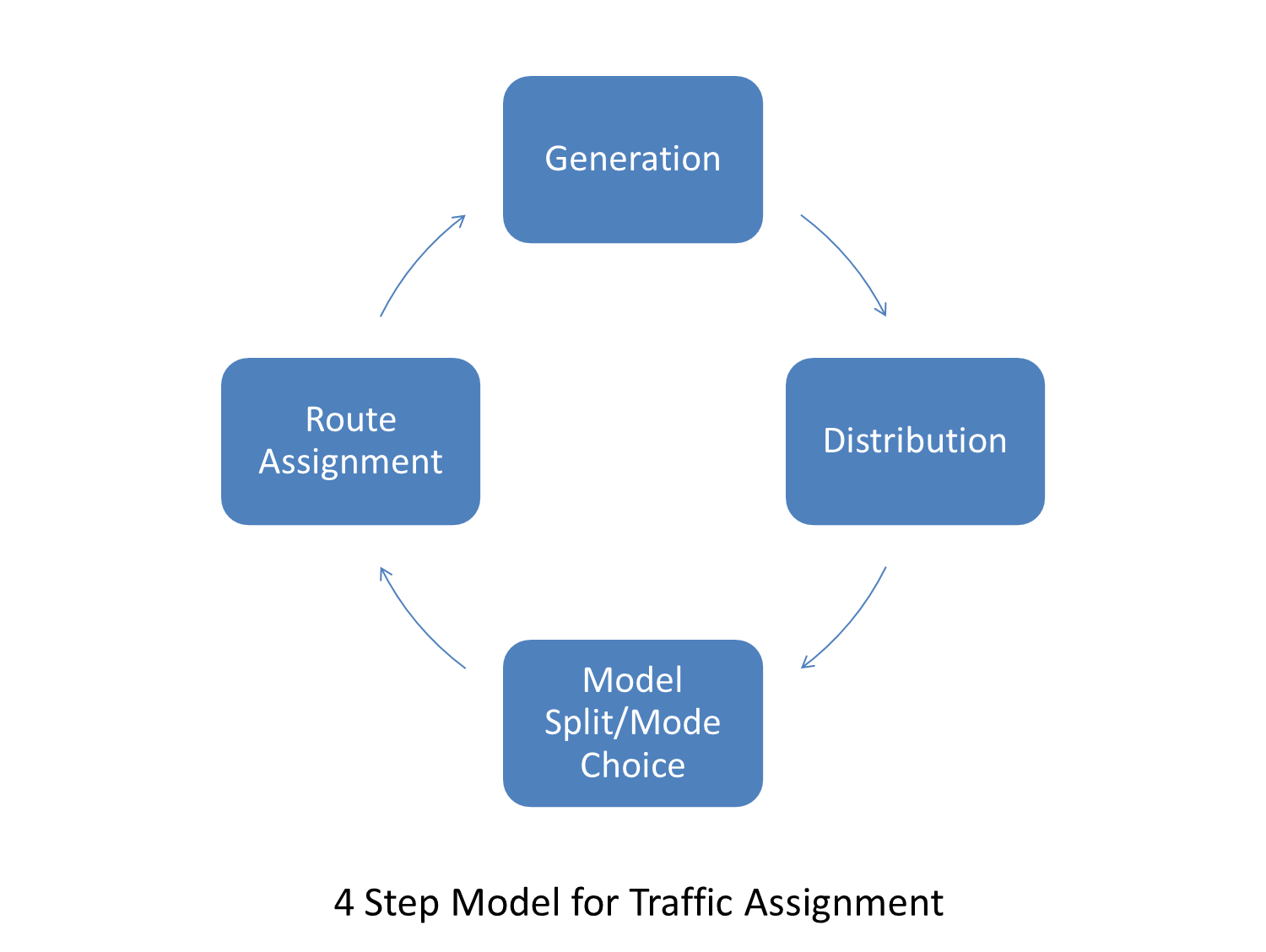
図14 交通割当における4段階推定法

交通流分析の目的は、交通容量を最大限に活用して車両が最短時間で目的地に到着できるような政策を検討である。そのために四段階推定法が用いられる。

このとき、交通流理論により経路選択と、そのときに交通状態を分析する。
このとき、経路選択には以下の2つの主要な方法により計算される。
- システム最適 (SO)
- 利用者均衡 (UE)

### システム最適
システム全体のコストが最小である場合、ネットワークはシステム最適 (SO) 状態である。
システム最適では、すべての車両がシステムによって制御され、経路選択がシステム全体のコストの最小化に基づいて行われる。したがって、システム最適の状況下では、特定の OD ペア間のすべての経路の限界コストは等しい。従来の交通経済学では、システム最適は需要曲線と限界コスト曲線の均衡によって決定される。このアプローチでは、限界コストは交通渋滞の増加関数として大まかに表される。交通流理論では、旅行の限界コストは、車両の遅延時間と車両の外部性 (e) の合計として表すことができる。
高速道路 (0) と代替経路 (1) があり、旅行者はこの２つのどちらかの経路を選択する。管理者にとって、総到着率 (A(t))、高速道路の容量 (μ0)、代替経路の容量 (μ1) が既知である。高速道路が混雑している時間 't0' から、一部の旅行者を代替経路に割り当てる。しかし、t1 のとき、代替経路の流量が容量と等しい。ここで、オペレーターは代替経路を使用する車両の数 (N) を決定します。最適な車両数 (N) は、各経路の限界費用を等しくなる台数である。したがって、最適条件は T0 = T1 + ∆1 である。このとき、代替経路の待機列は、高速道路からさる前に ∆1 時間単位分消費する必要がある。この割当は、t1 と T1 の間に到着する車両をどのように割り当てるかを定義しない。つまり、最適なソリューションは一意ではない。高速道路の渋滞を避けたい場合は、高速道路と代替経路の外部性の差である渋滞料金 e0 ― e1 を課スことで対策できる。これはロードプライシングである。この状況では、高速道路は自由流速度を維持するが、代替経路は非常に混雑する。

### 利用者均衡
すべての旅行者が出発地と目的地の間のコストが最も低いルートを選択した場合、ネットワークは利用者均衡 (UE) 状態である。
利用者均衡では、すべての旅行者が、各経路のコストに基づき、目的地までの経路を選択すると仮定される。ユーザーは、移動時間が最短のルートを選択する。利用者均衡では、高速道路のボトルネックによる交通割り当てへの影響をシミュレートする際に使用される。高速道路で渋滞が発生すると、高速道路を移動する際遅延時間が長くなり、移動時間が長くなる。利用者均衡下では、ユーザーは、特定の高速道路を使用した移動時間が市街地の道路を使用した移動時間と等しくなり、均衡に達する。この均衡は、利用者均衡、ウォードロップ均衡、またはナッシュ均衡と呼ばれる。

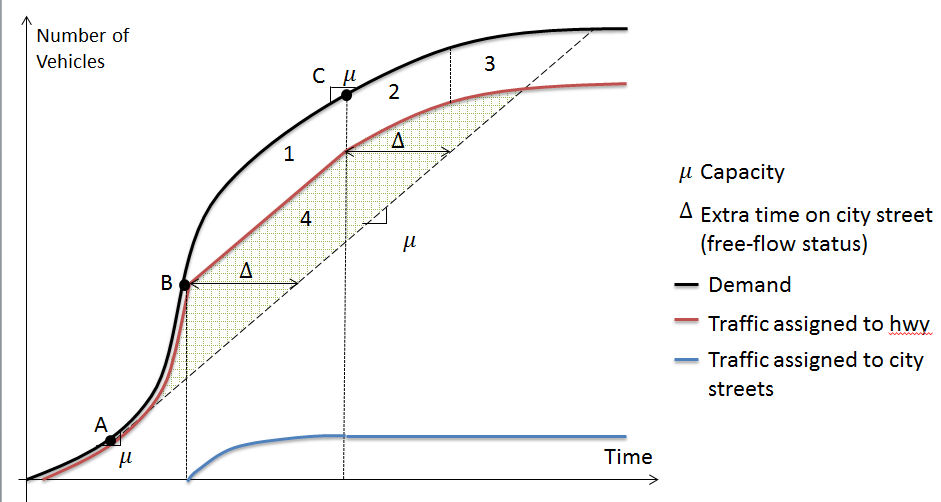
図15 利用者均衡

利用者均衡の基本原則は、特定の OD ペア間のすべての使用された経路のコストが同じである。システム内の実際のコストが代替ルートの自由流状態でのコストに等しくなると代替経路が使用される。
Google マップのナビゲーション機能は、すべての利用者に最小コスト (移動時間) での経路を提供するため、利用者均衡に基づく動的な交通割り当ての典型的な産業用アプリケーションと言える。

### 遅延時間
利用者最適とシステム最適は、解決のために取られる時間遅延に基づいて、2つのカテゴリに分類される。

#### 予測遅延時間
予測遅延時間では、利用者が、遅延について完全に予見可能であるとしている。予測遅延では、経路選択する時点で確かな旅行時間が計算できるため、正しい判断を下すことができる。累積曲線では、時刻 t での予測遅延は、図16に示すある車両の累積曲線の差に等しい。

#### 瞬間遅延時間

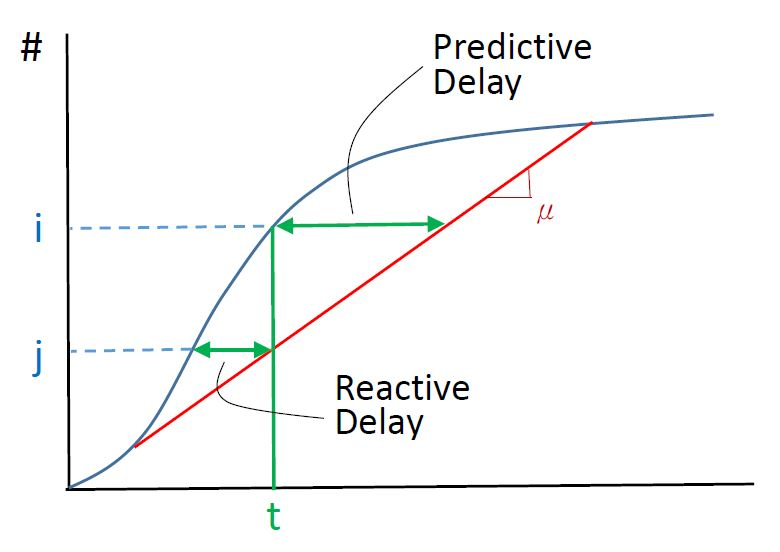
図16 瞬間遅延時間と予測遅延時間

瞬間遅延時間は、利用者が一切交通状態についての予測を持たないと仮定する。経路を選択する瞬間の旅行時間を計算し、そのコストをもとに経路選択を行う。累積曲線では、時刻 t での瞬間遅延は、図16 に示す時刻t到着した車両が経験した遅れ時間になる。

## 可変速度規制の割り当て
可変速度規制は、衝撃波を排除し、車両の安全性を高めるため方策である。この概念は、道路上の事故の車両間の速度差によって増加するという事実に基づく。可変速度規制の実装によって、追突事故と車線変更事故の減少が期待できる。可変速度規制は速度を均一化し、より一定の流れをもたらす。 適切な可変速度規制を構築するため多くの研究がある。
可変速度規制は通常、渋滞や災害などの通常の交通が実現できないときに行われる。その後、道路の交通規制は、道路上の標識やインターネットなどを通して周知される。規制は、安全性の向上や、渋滞の緩和を目的におこなわれる。結果として、ネットワークとしての平均速度が下がる可能性もあるが、深刻な渋滞を避け事故を減らすうえで効果的である。可変速度規制は、右の速度流率関係図からわかるように、速度低下による流率低下を避けることが期待される。

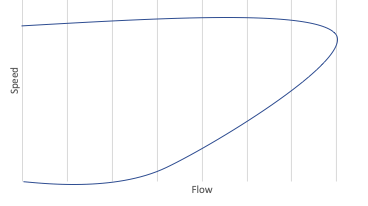
速度流率関係

速度流率関係の図は、走行速度と流率の関係を表している。この曲線の頂点は、最大の流率、すなわち交通容量を実現する。しかし、交通容量以上の需要が発生すると、速度は、急速に低下する。速度低下を軽減するために、可変速度規制では、あらかじめ速度を低下させ、車両が渋滞や天候による減速に備え、順応する時間を確保する。速度が一定の場合、運転者の不安定な行動や衝突の可能性が減ると期待される。その一方で、速度が低下した状態が続く場合、渋滞解消時に交通容量が速やかに回復しないCapacity Dropが見られることもある。
可変速度規制により事故件数が20～30%減少するケースも存在する。
渋滞の削減と安全性の工場により、可変速度規制は排出量や、騒音、燃料消費量の削減などの環境上の利点がある。それは、車両の加減速を抑制できるためである。

## 交差点
交通容量は、交差点の設計にも影響を受ける。交差点では、車線変更区間を設けることで、車線変更による影響を低減できる。ただし、費用がかかり、広大な土地を占有するため、活用されるケースは多くない。ほとんどのネットワーク規模の交通シミュレーションでは、交差点で荒く計算が行われる。ただ、特定の信号パターンや、ラウンドアバウトについて検証するためのシミュレーションでモデルも存在する。適切に設計された交差点は、交通容量が大きくなる。複数の信号機を連携して制御することで車群として車両を通過させより大きな容量を実現できるモデルも提案されている。

## Kinematic wave 理論
Kinematic Wave理論(KW 理論)　もしくはLighthill-Whitham-Richards モデル(LWRモデル)は、1955年にライトヒルとウィサムによって初めて交通流に適用さた。2部構成の論文では、水の動きを例にKW理論を展開した。後半では、彼らはその理論を混雑した幹線道路の交通にまで拡張した。この論文は主に、流量増加と、特にボトルネックを通過する際の速度での速度低下に焦点を当てている。
著者らは、交通流理論の既存研究を整理した。著者らは、現在交通流理論は研究の初段階であると指摘した。特に、ワードロップは、空間平均速度、時間平均速度、および流率増加と追い越しの関係、また結果生じる渋滞の発生への統計的調査方法を調べた。他の以前の研究では、2つの異なるモデルに焦点を当てた。1つは交通流と交通速度を関連づけ、もう1つは速度を車頭距離と関連づけるモデルである。
一方、ライトヒルとウィッサムは、交通流理論と水理学を結びつけ、交通流は河川と似た性質を持つことを示した。結果として、KW理論は速度と流率、もしくは、速度と車頭距離の両方の関係を単一の曲線にとらえ、道路区間の性質を特定の関数で説明できる様になった。KWモデルは、交通の流れを密度と関連付けた。彼らは、流率は密度の関数として表せるとした。このモデルによると、交通流は水の流れに似ており、異なる交通状態が面する場合、その交通状態が切り替わる面は、面する2つの交通状態をFundamental Diagram にプロットし、結んだときの傾きに等しいと示した（上の図3を参照）。
著者らは、このKWモデルを使用して、衝撃波の概念を説明した。衝撃波は、その衝撃波に進入する車両を減速もしくは加速させる。また、ボトルネックと交差点についても、新しいモデルに関連して説明した。これらの目的は、Fundamental Diagramと時間空間図から説明できると示した。最後に、著者らは、容量の定義として「道路が処理できる最大流量」と主張した。しかし、このモデルは多数の車両を同時に考えるマクロ的なものであり、個々の車両について詳細に分析できない。

### KWモデルの構成要素
交通流理論のKWモデルは、交通状態を容易に再現できるモデルである。これは、Fundamental Diagram、交通量保存則、初期条件の3つの要素で構成される。交通量保存則は、KWモデルを支配する最も基本となる式であり、交通を構成する車両が突如として消滅したり出現したりしないという考えを表している。交通量保存則は以下のように定式化される。
     {\displaystyle {\frac {\partial k}{\partial t}}+{\frac {\partial q}{\partial x}}=0,}
Fundamental Diagramは、上の図3に示すように、流率と密度の関係として理解でき以下のように定式化される。
     {\displaystyle {q}={F(k)}}
モデルから交通状態を計算するには初期条件が必要となる。ここで対象とする領域での密度を {\displaystyle {k(t,x)}}とする。変数はそれぞれ時間と場所を表す。 境界条件として、{\displaystyle {t}={0}}のときの密度分布{\displaystyle {k(0,x)}={g(x)}}、ここで {\displaystyle {g(x)}}は初期条件として与えられる密度分布である。 また、計算する領域への流入交通量として、初期地点の密度を {\displaystyle {g(t)}} として与える。このとき、密度分布と初期条件の関係はいかになる。
{\displaystyle {k(t,0)}={g(t)}}
このモデルは交通流理論で広く使われる。主な用途の 1つは、ボトルネックの再現である。

## ボトルネック
ボトルネックとは、道路の設計、信号、事故などにより交通容量が低下した地点のことを意味する。ボトルネックには、固定ボトルネックと移動ボトルネックに分類できる。固定ボトルネックは、特定の１地点が日常的にボトルネックとなっているケースである。固定ボトルネックの原因として、サグや信号、開かずの踏切等がある。一方、移動ボトルネックは、突発的に発生する、場所に依存しないボトルネックである。移動ボトルネックの原因としては、不適切な運転挙動がある。
アメリカでの交通渋滞の原因比率

### 固定ボトルネック

図 18 Fundamental Diagram を用いた固定ボトルネックの分析

固定ボトルネックの一般的な原因は、その地点での定常的な交通容量減少である。車線減少だけでなく、走行速度の低下など原因は多岐にわたる。区間別Fundamental  Diagramの推定により、特定地点の容量低下を分析できる。

### 移動ボトルネック
移動ボトルネックは、不適切な運転挙動を持つ車両により発生する。不適切な運転挙動とは過大な車頭距離や緩慢な反応、速度低下である。

## 交通流理論の分類
交通流理論として一般に使用されるものには以下のものがある。
1. Lighthill-Whitham-Richards (LWR) モデル[3]。ダガンゾによりLWRモデルを効率的にシミュレーションするセルトランスミッションモデルが提案された。[15]
2. 車両追従モデル。交通流の不安定性は、車両速度の局所的な低下に基づく。交通流の不安定性は、1959～61年にHerman、Gazis、Montroll、Potts、Rotheryによってゼネラルモーターズ（GM）の車両追従モデルに導入された。 GMモデルの交通流の不安定性は、Gippsモデル、Payneモデル、Newellの最適速度（OV）モデル、Wiedemannモデル、Whithamモデル、Nagel-Schreckenberg（NaSch）セルラーオートマトン（CA）モデル、Bandoらのモデルなど、膨大な数の交通流モデルに組み込まれた[16]。
3. 交通容量の分析。交通容量に関する理解は、1920年から1935年にかけて導入された現在、高速道路のボトルネックにおける容量は確率的な値であると考えられている。ただし、容量に関する古典的な理解によれば、特定の時点において、この確率的な高速道路容量の特定の値は1つしか存在しないと考えられていた[17]。
4. 均衡と最適。ワードロップの利用者均衡(UE) と system システム最適(SO)の原理はほとんどの交通政策やシミュレーションにとって重要な原則である。

### カーナーの三相交通理論
三相交通理論は、1990年代末にボリス・ケルナーによって考案された交通理論である。 三相理論の最も重要な結論は、ボトルネックにおける高速道路の交通容量は、どの時点においても確定的でないという点にある。容量の範囲は、最大容量と最小容量の間である。三相交通理論におけるボトルネックにおける容量の範囲は、ボトルネックにおける特定の決定論的または確率論的な容量の存在を前提とする、古典的な交通理論や交通管理および交通制御の方法と矛盾している。例として以下の論文がある。 また光学的応用例が以下の図書に示される。

## Newell-Daganzo 合流モデル

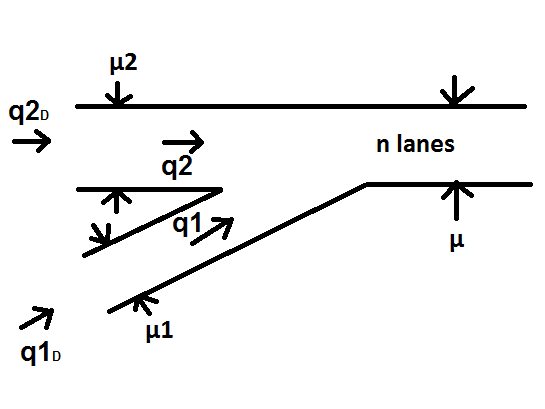
Newell-Daganzo合流モデルの変数を示した図

2つの道路から1つの道路へ交通流が合流する状況では、どのような着せ奥に基づき合流が達成されるのかが重要である。 Newell-Daganzo 合流モデル は、合流地点での交通流の合流をと扱う合理的なモデルの一つである。 Newellの合流モデル と Daganzoの セルトランスミッションモデルの合理的な結合がNewell-Daganzo 合流モデルである。 このモデルが各道路の交通状態を決定するために、各道路の需要と供給が必要である。このとき、需要とは、分岐した道路から合流地点に流れ込もうとする交通量を意味する。供給とは、合流後の道路が受け入れられる交通容量のあまりである。需要の総和が供給を上回る場合、あらかじめ定められた合流比率に基づき、実際に交通量が決定される。一方、需要の総和が供給を下回る場合、実際の交通状態は需要と同様になる。
簡易的な合流モデル では、システムの出口容量はμと定義され、2つの入力道路分岐の容量はμ1とμ2と定義され、各道路分岐の需要は{\displaystyle q_{1}^{D}}と{\displaystyle q_{2}^{D}}と定義される。q1とq2はモデルの出力であり、実際に実現する交通量である。モデルは、2つの入力道路分岐の容量の合計がシステムの出口容量よりも小さい、つまりμ1+μ2 ≤ μという仮定に基づく。

## 車両追従モデル
車両追従モデルは、車両の運転挙動をシミュレーションする交通流モデルである。車両追従モデルは基本的にミクロ交通流モデルの一種である。しかし、Newell の車両追従モデルといった一部の車両追従モデルは、車両を1台ずつではなく、複数の車両の組である車群として取り扱うことでメソ交通流モデルとして取り扱うことができる。

### 車両追従モデルの例
- Newell の単純車両追従モデル
- Pipes の車両追従モデル [21]
- Newell の非線形車両追従モデル[22]
- 最適速度モデル (OVM) [23]
- インテリジェント ドライバーモデル